# Собибор

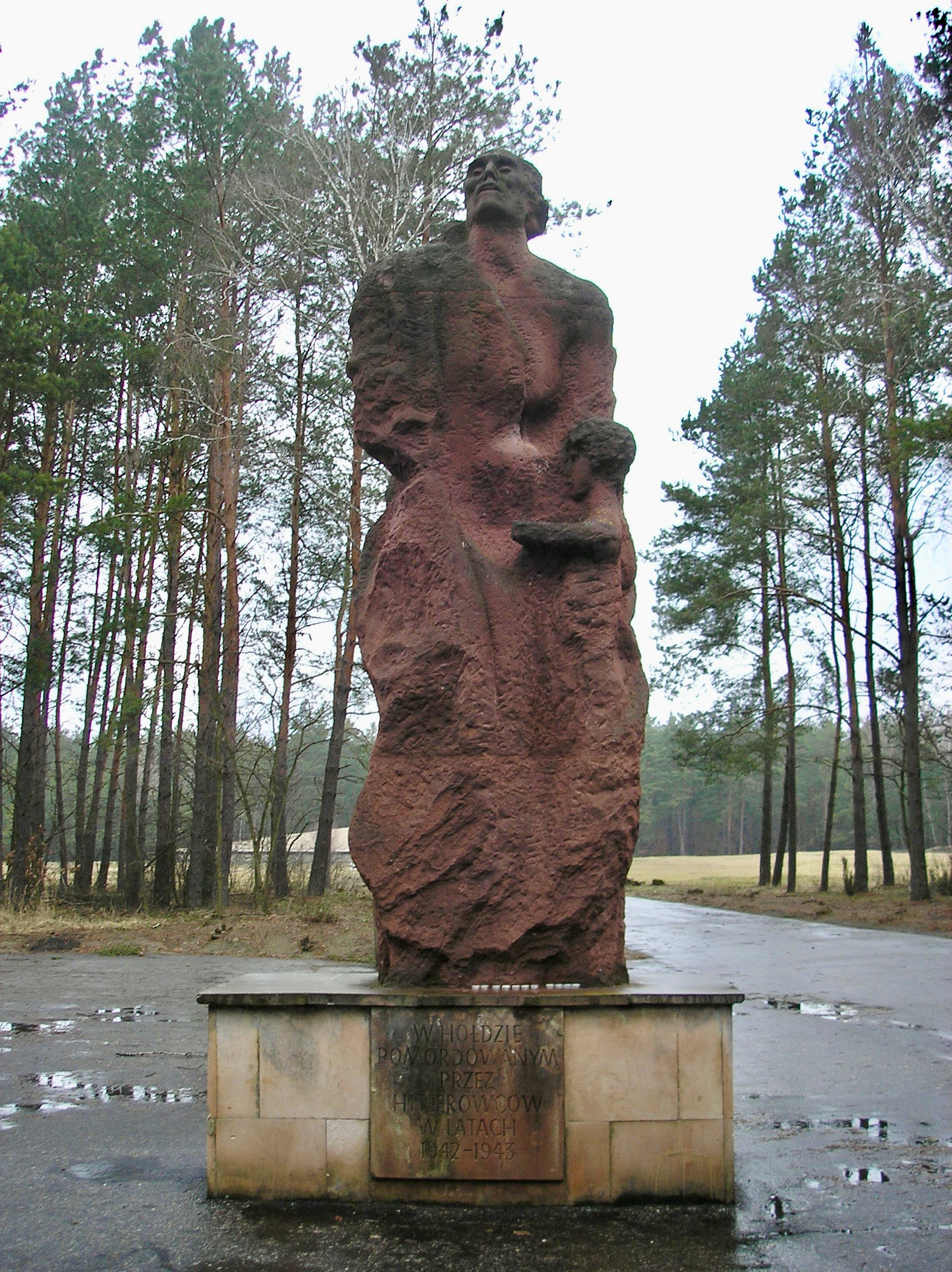
Монумент в Собиборе (надпись на постаменте гласит: «В память об убитых нацистами в 1942—1943 годах»)

Собибо́р (нем. Das Vernichtungslager Sobibor, пол. Obóz zagłady w Sobiborze) — лагерь смерти, организованный немецкими оккупационными властями в оккупированной Польше и действовавший с 15 мая 1942 года по 15 октября 1943 года, в котором было убито по разным данным от 170 до 250 тысяч евреев.
14 октября 1943 года в Собиборе произошло восстание (одно из немногих в нацистских лагерях смерти, ещё одно было поднято в лагере смерти Треблинка-2 в августе 1943), которое возглавил советский офицер Александр Печерский.

## История лагеря
Лагерь Собибор располагался на юго-востоке Польши близ деревни Собибур (ныне в Люблинском воеводстве). Он был создан в рамках операции «Рейнхард», целью которой было массовое уничтожение еврейского населения, проживавшего на территории так называемого генерал-губернаторства (территории Польши, оккупированной Германией). Впоследствии в лагерь привозили евреев из других оккупированных стран: Нидерландов, Франции, Чехословакии и СССР.
Комендантом лагеря с апреля 1942 был гауптштурмфюрер СС Франц Штангль, персонал лагеря насчитывал около 30 унтер-офицеров СС, многие из которых имели опыт участия в программе по эвтаназии. Рядовых охранников для несения службы по периметру лагеря набрали из коллаборационистов — бывших военнопленных из Красной армии, в основной своей массе (90—120 человек) украинцев, так называемых травников (поскольку большинство из них прошли обучение в лагере «Травники») — и гражданских добровольцев.
Лагерь был расположен в лесу рядом с полустанком Собибор. Железная дорога заходила в тупик, что должно было способствовать сохранению тайны. Лагерь окружали четыре ряда колючей проволоки высотой 3 метра. Пространство между третьим и четвёртым рядами было заминировано. Между вторым и третьим ходили патрули. Днём и ночью на вышках, откуда просматривалась вся система заграждений, дежурили часовые.
Лагерь делился на три основные части — «подлагеря», у каждого было своё строго определённое назначение. В первом находился рабочий лагерь (мастерские и жилые бараки). Во втором — парикмахерский барак и склады, где хранили и сортировали вещи убитых. В третьем находились газовые камеры, где умерщвляли людей. Для этой цели в пристройке у газовой камеры было установлено несколько старых танковых моторов, при работе которых выделялся угарный газ, подаваемый по трубам в газовую камеру.
Большинство заключённых, привозимых в лагерь, умерщвляли в тот же день в газовых камерах. Лишь незначительную часть оставляли в живых и использовали на различных работах в лагере.
В течение полутора лет действия лагеря (с апреля 1942 по октябрь 1943 года) в нём было убито около 170-180 тысяч евреев.

## Уничтожение заключённых
В очерке «Восстание в Собибуре» (журнал «Знамя», N 4, 1945) Вениамина Каверина и Павла Антокольского приводятся показания бывшего заключённого Дова Файнберга от 10 августа 1944 года. По словам Файнберга, заключённые уничтожались в кирпичном здании, называемом «баней» и вмещавшем около 800 человек: 
Когда партия в восемьсот человек входила в «баню», дверь плотно закрывалась. В пристройке работала машина, вырабатывающая удушающий газ. Выработанный газ поступал в баллоны, из них по шлангам — в помещение. Обычно через пятнадцать минут все находившиеся в камере были задушены. Окон в здании не было. Только сверху было стеклянное окошечко, и немец, которого в лагере называли «банщиком», следил через него, закончен ли процесс умерщвления. По его сигналу прекращалась подача газа, пол механически раздвигался, и трупы падали вниз. В подвале находились вагонетки, и группа обречённых складывала на них трупы казнённых. Вагонетки вывозились из подвала в лес. Там был вырыт огромный ров, в который сбрасывались трупы. Люди, занимавшиеся складыванием и перевозкой трупов, периодически расстреливались.
Позднее очерк вошёл в «Чёрную книгу» военных репортёров Красной армии Ильи Эренбурга и Василия Гроссмана.

## Попытки сопротивления
Под новый 1943 год из зоны уничтожения (зона № 3) бежали пятеро узников-евреев. Но польский крестьянин донёс о беглецах, и польской «синей полиции» удалось их поймать. В качестве карательной акции в лагере было расстреляно несколько сотен заключённых.
Одному заключённому также удалось бежать из зоны № 1. Он укрылся в товарном вагоне под горой одежды, принадлежавшей убитым, которую из Собибора отправляли в Германию, и сумел добраться до Хелма. Очевидно, благодаря ему в Хелме узнали о происходившем в Собиборе. Когда в конце февраля 1943 года последнюю группу евреев из этого города отправили в Собибор, было несколько попыток бежать из эшелона. Депортированные евреи Влодавы по прибытии в Собибор 30 апреля 1943 года отказались добровольно выйти из вагонов.
Ещё один случай сопротивления имел место 11 октября 1943 года, когда люди отказались идти в газовую камеру и бросились бежать. Некоторые из них были застрелены возле ограждения лагеря, другие были схвачены и замучены.
5 июля 1943 года Гиммлер приказал превратить Собибор в концентрационный лагерь, заключённые которого будут заниматься переоснащением трофейного советского вооружения. В связи с этим в северной части лагеря (зона № 4) началось новое строительство. Бригада, в которую было включено сорок заключённых (польских и голландских евреев), прозванная «лесной командой», приступила к заготовке леса в нескольких километрах от Собибора. В охрану было отряжено семь охранников-украинцев и двое эсэсовцев.
Однажды двое заключённых из этой бригады (Шломо Подхлебник и Иосеф Курц, оба — польские евреи) под конвоем охранника-украинца были отправлены за водой в ближайшую деревню. По пути эти двое убили своего конвоира, забрали его оружие и бежали. Как только это обнаружилось, работу «лесной команды» немедленно приостановили, а заключённых отправили в лагерь. Но по пути внезапно, по условному сигналу польские евреи из «лесной команды» бросились бежать. Голландские евреи решили не участвовать в попытке побега, поскольку им, не владевшим польским языком и не знавшим местности, было бы крайне трудно найти убежище.
Скрыться удалось восьмерым беглецам. Несколько человек застрелили при попытке к бегству. Десятерых поймали, доставили в лагерь и там расстреляли перед строем всех заключённых.

## Восстание
В лагере действовало подполье, планировавшее побег заключённых из концлагеря.
В июле и августе 1943 года в лагере была организована подпольная группа под предводительством сына польского раввина Леона Фельдхендлера, который ранее был главой юденрата в Жулкевке. План этой группы состоял в организации восстания и массового побега из Собибора. В конце сентября 1943 в лагерь из Минска привезли советских военнопленных-евреев. В составе новоприбывших находился лейтенант Александр Печерский, который вошёл в подпольную группу и возглавил её, а Леон Фельдхендлер стал его заместителем.

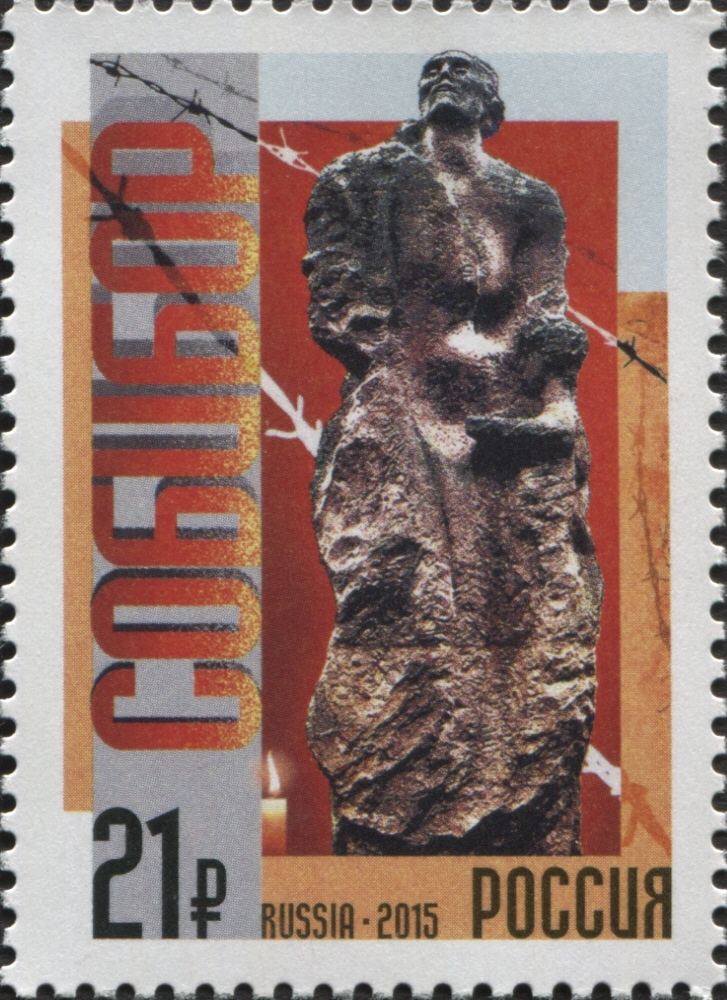
Восстание в концлагере «Собибор». К 70-летию Победы в Великой Отечественной войне 1941—1945 гг. Марка России, 2015.

14 октября 1943 года узники лагеря смерти под руководством Печерского и Фельдхендлера подняли восстание. Согласно плану Печерского, заключённые должны были тайно, поодиночке ликвидировать эсэсовский персонал лагеря, а затем, завладев оружием, находившимся на складе лагеря, перебить охрану. План был реализован лишь частично: восставшие смогли убить одиннадцать (по другим данным — двенадцать) эсэсовцев из персонала лагеря и несколько охранников-украинцев, но захватить оружейный склад не удалось. Охрана открыла огонь по заключённым, которым пришлось прорываться из лагеря через минные поля. Им удалось смять охрану и уйти в лес.
Из почти пятисот пятидесяти заключённых рабочего лагеря сто тридцать не приняли участие в восстании (остались в лагере), около восьмидесяти погибли при побеге. Остальным удалось бежать.
В последующие две недели после побега немцы устроили настоящую охоту на беглецов, в которой участвовали германская военная полиция и охрана лагеря. В ходе поиска были пойманы и тут же расстреляны сто семьдесят человек. В начале ноября 1943 года немцы прекратили активные поиски. В период с ноября 1943 года и до освобождения Польши ещё около девяноста бывших узников Собибора (те, кого немцы не смогли поймать) были выданы немцам местным населением либо убиты коллаборационистами. До конца войны дожили лишь пятьдесят три участника восстания (по другим данным — сорок семь).
Восстание в Собиборе явилось одним из немногих удачных лагерных восстаний за все годы Второй мировой войны. Вскоре после побега заключённых лагерь был ликвидирован, все постройки были разобраны. На его месте немцы вспахали землю, засадили её капустой и картофелем.

## После Второй мировой войны
На месте лагеря польское правительство открыло мемориал. В связи с 50-летием восстания президент Польши Лех Валенса направил участникам церемонии следующее послание:

Есть в Польской земле места, которые являются символами страдания и низости, героизма и жестокости. Это — лагеря смерти. Построенные гитлеровскими инженерами, управляемые нацистскими «профессионалами» лагеря служили единственной цели — полному истреблению еврейского народа. Одним из таких лагерей был Собибор. Ад, созданный человеческими руками… У заключённых практически не было шансов на успех, однако они не теряли надежды.
Спасение жизни не было целью героического восстания, борьба велась за достойную смерть. Защищая достоинство 250 тысяч жертв, большинство из которых были польскими гражданами, евреи одержали моральную победу. Они спасли своё достоинство и честь, они отстояли достоинство человеческого рода. Их деяния нельзя забыть, особенно сегодня, когда многие части мира снова охвачены фанатизмом, расизмом, нетерпимостью, когда вновь осуществляется геноцид.
Собибор остаётся напоминанием и предостережением. Однако история Собибора — это ещё и завет гуманизма и достоинства, триумф человечности. Воздаю долг памяти евреям из Польши и других стран Европы, замученным и убитым здесь на этой земле.

В 2017 году музей в Собиборе был закрыт на реконструкцию. Завершение реконструкции и открытие новой постоянной экспозиции музея состоялось 29 октября 2020 года.
Последний участник восстания Семён Розенфельд ушёл из жизни 3 июня 2019 года. Аркадий Вайспапир умер 11 января 2018 года. Голландка Сельма Энгел-Вейнберг скончалась 4 декабря 2018 года в США; Алексей Вайцен — 14 января 2015 года.

## Процессы над военными преступниками

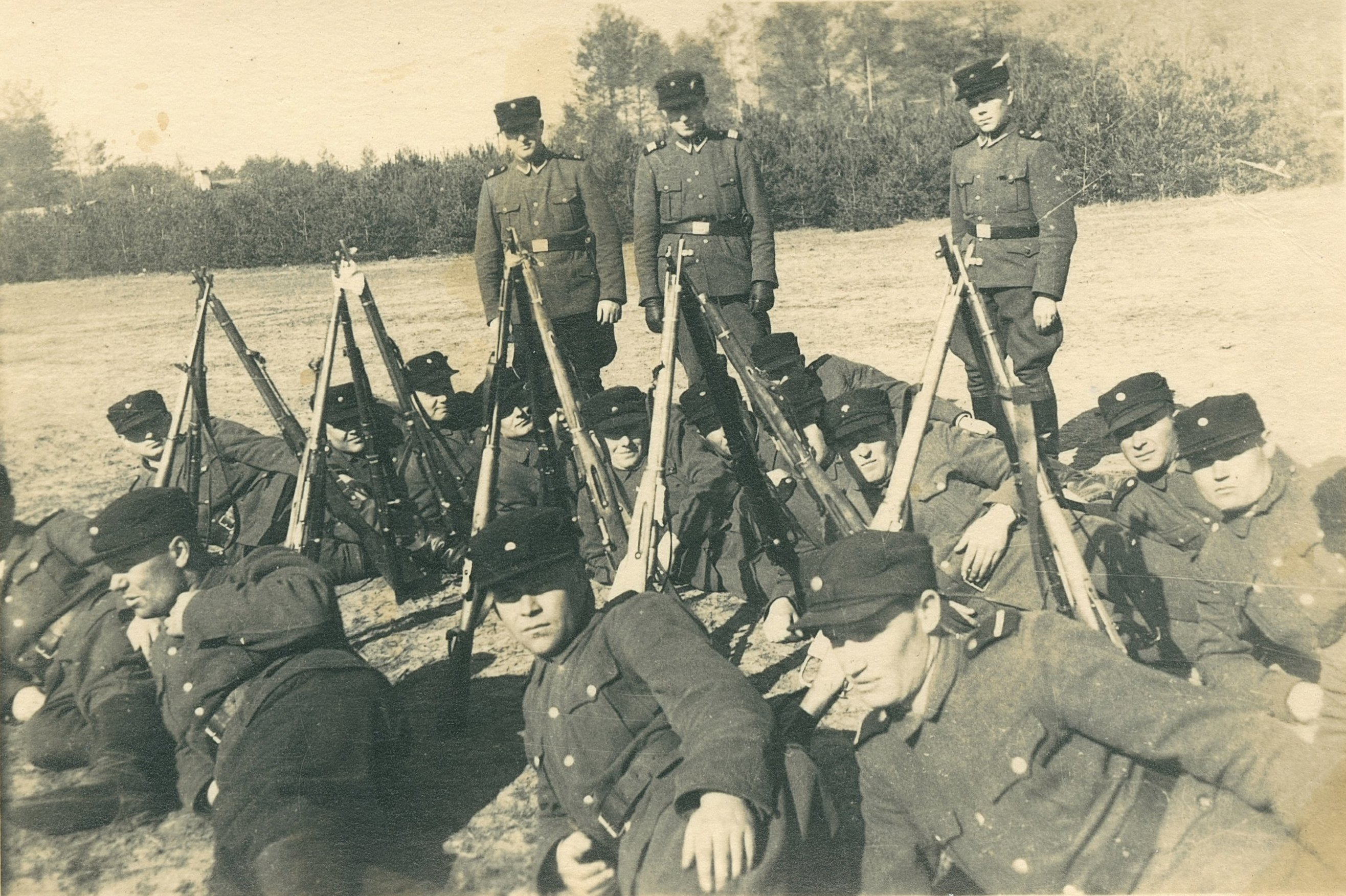
Группа охранников Собибора в 1943 году

8 апреля 1950 года берлинский суд приговорил к смертной казни Эриха Германа Бауэра. Однако в 1971 году приговор заменили на пожизненное заключение. Бауэр скончался в берлинской тюрьме Тегель в 1980 году.
В 1950 году перед судом во Франкфурте предстали Хуберт Гомерски и Йохан Клир. Йохана Клира оправдали. Гомерски приговорили к пожизненному тюремному заключению, этот приговор был отменён в 1972 году, а в 1977 году Гомерски вышел на свободу. Он умер 28 декабря 1999 года во Франкфурте-на-Майне.
В 1962—1965 годах в Киеве и Краснодаре состоялись судебные процессы над бывшими охранниками лагеря. Тринадцать из них были приговорены к смертной казни.
С 6 сентября 1965 года по 20 декабря 1966 года шёл судебный процесс в Хагене. Карла Френцеля, который был начальником 1-го лагеря, приговорили к пожизненному тюремному заключению. Один подсудимый был приговорен к восьми годам лишения свободы, двое — к четырём, ещё двое — к трём. Пять подсудимых были оправданы. Обершарфюрер Курт Болендер 10 октября 1966 года покончил жизнь самоубийством. В 1982 году Френцель был освобождён, однако в 1985 снова приговорён к пожизненному заключению. 1 ноября 1992 года он был освобождён от отбытия пожизненного заключения в связи с достижением преклонного возраста и по причине плохого состояния здоровья. Последние годы жизни он провёл в Гарбсене, недалеко от Ганновера, где и умер 2 сентября 1996 года в возрасте 85 лет.
В 1967 году из Бразилии, благодаря усилиям Симона Визенталя, был экстрадирован Франц Штангль. В 1970 году его приговорили к пожизненному тюремному заключению за пособничество в убийстве 400 000 человек. Он скончался в тюрьме Дюссельдорфа в 1971 году.
12 мая 2011 года мюнхенский суд приговорил к пяти годам тюрьмы бывшего охранника Собибора Ивана Демьянюка.

## Собибор в кино
- «Побег из Собибора» — художественный фильм режиссёра Джека Голда (1987) по одноимённой книге (1982) американского писателя Ричарда Рашке[28].
- «Собибор, 14 октября 1943, 16 часов» — документальный фильм режиссёра Клода Ланцмана (2001)[29].
- «Собибор» — художественный фильм режиссёра Константина Хабенского (2018)[30].
- «Раскопанный Собибор» (англ. Sobibor Excavated, the 4 stages of deceit) — документальный фильм Марка Лимбурга (2018)[31].
- «Собибор. Непокоренные» — документальный фильм Сергея Пашкова (2013)[32].

### Книги
- «Памяць. Брэст (том II)» (бел.) / Г.К. Кісялёў (галоўны рэдактар), Р.Р. Рысюк, М.М. Куіш i iнш. (рэдкал.), А.П. Кондак (укладальнік). — Минск: БелТА, 2001. — 688 с. — ISBN 985-6302-30-7.
- Богданова С., Макарова Ю. Герои Собибора. Фотолетопись. — М.; Иерусалим: Мосты культуры; Гешарим, 2015. — 180 с. — ISBN 978-5-93273-406-3; 978-5-93273-406-4.
- Виленский С. С., Горбовицкий Г. Б., Терушкин Л. А. Собибор. — М.: Возвращение, 2010. — 3000 экз. — ISBN 978-5-7157-0229-6.
- Лев М. А. «Длинные тени» (на русском, перевод с идиша)
- Лев М. А. «Собибор» (роман). В книге «Собибор. Вэн Нит Ди Фрайнт Майнэ» (Собибор. Когда б не друзья мои, на идише). Издательство Исроэл-бух: Тель-Авив, 2002.
- Поляков Л. История антисемитизма. Эпоха знаний = Histoire de l'antisemitisme. L'âge de la science / пер. с фр. В. Лобанова и М. Огняновой. — Мосты культуры/Гешарим, 2008. — 615 с. — 2000 экз. — ISBN 978-5-93273-281-4.
- Рашке Р. Побег из Собибора = Escape from Sobibor / Пер. с англ. А. Свердлова. — 2-е изд., испр., доп. — М.: Полимед, 2010. — 288 с. — ISBN 588832-018-8.
- Симкин Л. С. Полтора часа возмездия. — М.: Зебра Е, 2013. — 352 с. — ISBN 5906339272, 9785906339270.
- Сванидзе Н. К., Васильев И. Ю. Собибор. Возвращение подвига Александра Печерского — Эксмо, 2018. — 16+. — 224 с.- ISBN 978-5-04-093888-9
- Симкин Л. С. Собибор. Послесловие. АСТ, Corpus 2019. ISBN 978-5-17-113047-3
- Томин В., Синельников А. Возвращение нежелательно. — М.: Молодая гвардия, 1964.
- Арад И. Бельзец, Собибор, Треблинка.(на иврите)
- Thomas Blatt. From the Ashes of Sobibór — A Story of Survival. Northwestern University Press, Evanston, Illinois, 1997. ISBN 0-8101-1302-3

### Статьи и исследования
- Антокольский П., Каверин В. Восстание в Собиборе. jhist.org. Дата обращения: 26 июля 2025. (глава из «Чёрной книги», Иерусалим, 1980)
- KZ Sobibor (нем.). web.archive.org. Дата обращения: 22 июля 2009. на сайте Shoa.de (+ Список лит-ры на англ. и нем.)
- Мемориал «Собибор» на сайте ARC (англ.). deathcamps.org. Дата обращения: 26 июля 2025.
- Sobibor Death Camp (англ.). holocaustresearchproject.org. Дата обращения: 26 июля 2025. (+ карта лагеря)
- Илья Смирнов. Рецензия на книгу о Собиборе. scepsis.net. Дата обращения: 26 июля 2025.
- Семён Виленский. О статье Ефима Макаровского "Собибор". Приложение: Д-р Ицхак Арад. Восстание в Собиборе. berkovich-zametki.com. Дата обращения: 26 июля 2025.
- Ефим Макаровский. Собибор. berkovich-zametki.com. Дата обращения: 26 июля 2025.
- Survivors of the revolt - Sobibor Interviews (англ.). sobiborinterviews.nl. Дата обращения: 15 мая 2011.
- Семён Виленский, Григорий Горбовицкий, Леонид Терушкин. Собибор. Восстание в лагере смерти // Фрагменты книги. — ©«Заметки по еврейской истории», март 2012 года. — Т. №3(150).
- Robert Kuwałek. Nowe ustalenia dotyczące liczby ofiar niemieckiego obozu zagłady w Sobiborze (пол.) // Zeszyty Majdanka. — Państwowe Muzeum na Majdanku, 2014. — T. XXVI. — S. 17—60. — ISSN 0514-7409.

### Видео
- Интервью участника восстания Семёна Розенфельда часть 1 на YouTube
- Интервью участника восстания Семёна Розенфельда часть 2 на YouTube
- Интервью участника восстания Аркадия Вайспапира на YouTube
- В передаче «Теория заблуждений» на YouTube